# Turi (Jetis)
Turi is een bestuurslaag in het regentschap Ponorogo van de provincie Oost-Java, Indonesië. Turi telt 2607 inwoners (volkstelling 2010).